# Philippe-Louis-François Badelard
Philippe-Louis-François Badelard, né le 25 mai 1728 et mort le 7 février 1802, est un chirurgien de France et un militaire venu à Louisbourg, Île du Cap Breton, en 1757. Il a été le chirurgien-major des troupes qui ont quitté Louisbourg cette année-là pour Québec, Nouvelle-France. Badelard fut fait prisonnier à la bataille des Plaines d'Abraham.
Badelard séjourna au Canada sous le régime britannique à titre de chirurgien de la milice canadienne. En 1775, il se retrouve associé à un autre conflit lors de la défense de Québec contre les Américains de Richard Montgomery.
Badelard est devenu le chirurgien de la garnison de Québec en 1776, mais sa contribution à l'histoire du Canada tient à ses recherches sur la maladie de Baie-Saint-Paul, Québec, qu'il a correctement identifiée comme une maladie vénérienne. À la suite de ses études de la maladie, il a écrit un des premiers articles médicaux publiés au Canada.
Badelard exerça aussi la médecine en pratique privée. Il a servi sur le Conseil médical du Québec pendant un certain temps. Il a été considéré comme un médecin hautement qualifié, mais d'un abord difficile, comme les rapports de l'époque l'indiquent. Louis-Joseph de Montcalm est le plus célèbre Français à se plaindre de cette caractéristique.

## Référence
http://www.biographi.ca/fr/bio.php?id_nbr=2245